# Galiciuica, Dolj
galiciuica si-a inceput formarea si cresterea populatiei atunci cand unii boieri si-au construit casii in locul numit azi odai
Galiciuica este satul de reședință al comunei cu același nume din județul Dolj, Oltenia, România.
 Acest articol despre o localitate din județul Dolj este deocamdată un ciot. Puteți ajuta Wikipedia prin completarea lui.